# Cleveland M. Bailey

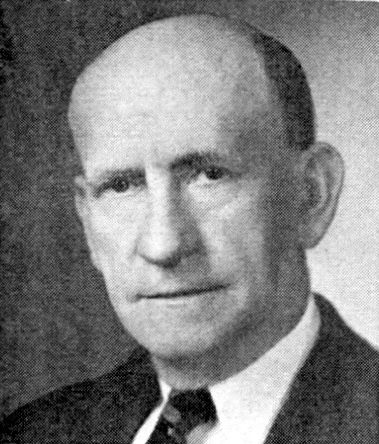
Cleveland M. Bailey, 1953

Cleveland Monroe Bailey (* 15. Juli 1886 bei St. Marys, Pleasants County, West Virginia; † 13. Juli 1965 in Charleston, West Virginia) war ein US-amerikanischer Politiker. Zwischen 1945 und 1947 sowie von 1949 bis 1963 vertrat er den dritten Wahlbezirk des Bundesstaates West Virginia im US-Repräsentantenhaus.

## Werdegang
Cleveland Bailey besuchte die öffentlichen Schulen seiner Heimat und das West Liberty State College. Danach studierte er bis 1908 am Geneva College in Beaver Falls (Pennsylvania). In den Jahren 1917 und 1918 unterrichtete Bailey selbst als Lehrer an der High School in Clarksburg. In dieser Stadt war er zwischen 1921 und 1923 auch Mitglied des Stadtrates. Dazwischen war Bailey von 1919 bis 1922 Schulrat im dortigen Schulbezirk. Zwischen 1923 und 1933 arbeitete er als Redakteur für die Associated Press in Clarksburg. Politisch war Cleveland Bailey Mitglied der Demokratischen Partei. Zwischen 1933 und 1941 fungierte er als stellvertretender Revisor (State Auditor) von West Virginia; zwischen 1941 und 1944 war er als State Budget Director Finanzminister dieses Staates. Im Jahr 1932 war Bailey Delegierter zur Democratic National Convention in Chicago, auf der Franklin D. Roosevelt als Präsidentschaftskandidat der Partei nominiert wurde.
1944 wurde Bailey im dritten Distrikt von West Virginia in das US-Repräsentantenhaus in Washington, D.C. gewählt. Dort trat er am 3. Januar 1945 die Nachfolge von Edward G. Rohrbough von der Republikanischen Partei an, den er bei der Wahl geschlagen hatte. Da er bei den nächsten Wahlen gegen Rohrbough verlor, konnte er bis zum 3. Januar 1947 zunächst nur eine Legislaturperiode im Kongress absolvieren. In diese Zeit fielen das Ende des Zweiten Weltkrieges und die Gründung der UNO. Zwischen 1947 und 1948 war Bailey als Steuerbeamter in West Virginia tätig, wo er Steuerstatistiken erstellte. Bei den Wahlen des Jahres 1948 traf er erneut auf Edward Rohrbough. Dieses Mal gewann Bailey, der damit am 3. Januar 1949 seinen alten Sitz im Repräsentantenhaus wieder einnehmen konnte. Nach sechs Wiederwahlen konnte er dieses Amt bis zum 3. Januar 1963 ausüben. In diese Zeit fielen der Koreakrieg und der Beginn des Kalten Krieges. Außerdem wurden damals der 22. und der 23. Verfassungszusatz im Kongress beraten und verabschiedet. Im Jahr 1962 scheiterte er in den Vorwahlen seiner Partei. Sein Sitz fiel dann an John M. Slack.
Nach dem Ende seiner Zeit im Kongress zog sich Bailey aus der Politik zurück. Er verbrachte seinen Lebensabend in Clarksburg; dort wurde er nach seinem Tod am 13. Juli 1965 in Charleston auch beigesetzt.